# Bulbul Chowdhury
Bulbul Chowdhury (né le 16 août 1948 à Dakshinbagh (district de Gazipur, Bengale oriental) et mort le 28 août 2021 à Dacca) est un écrivain bangladais.

## Biographie
Bulbul Chowdhury est un romancier bangladais. Il a reçu le prix Ekushey Padak en 2021 en reconnaissance de sa contribution à la langue et à la littérature du Bangladesh.